# Anthribinae
Anthribinae là một phân họ bọ cánh cứng thuộc họ Anthribidae. Có hơn 50 chi và hơn 80 loài được mô tả trong Anthribinae.

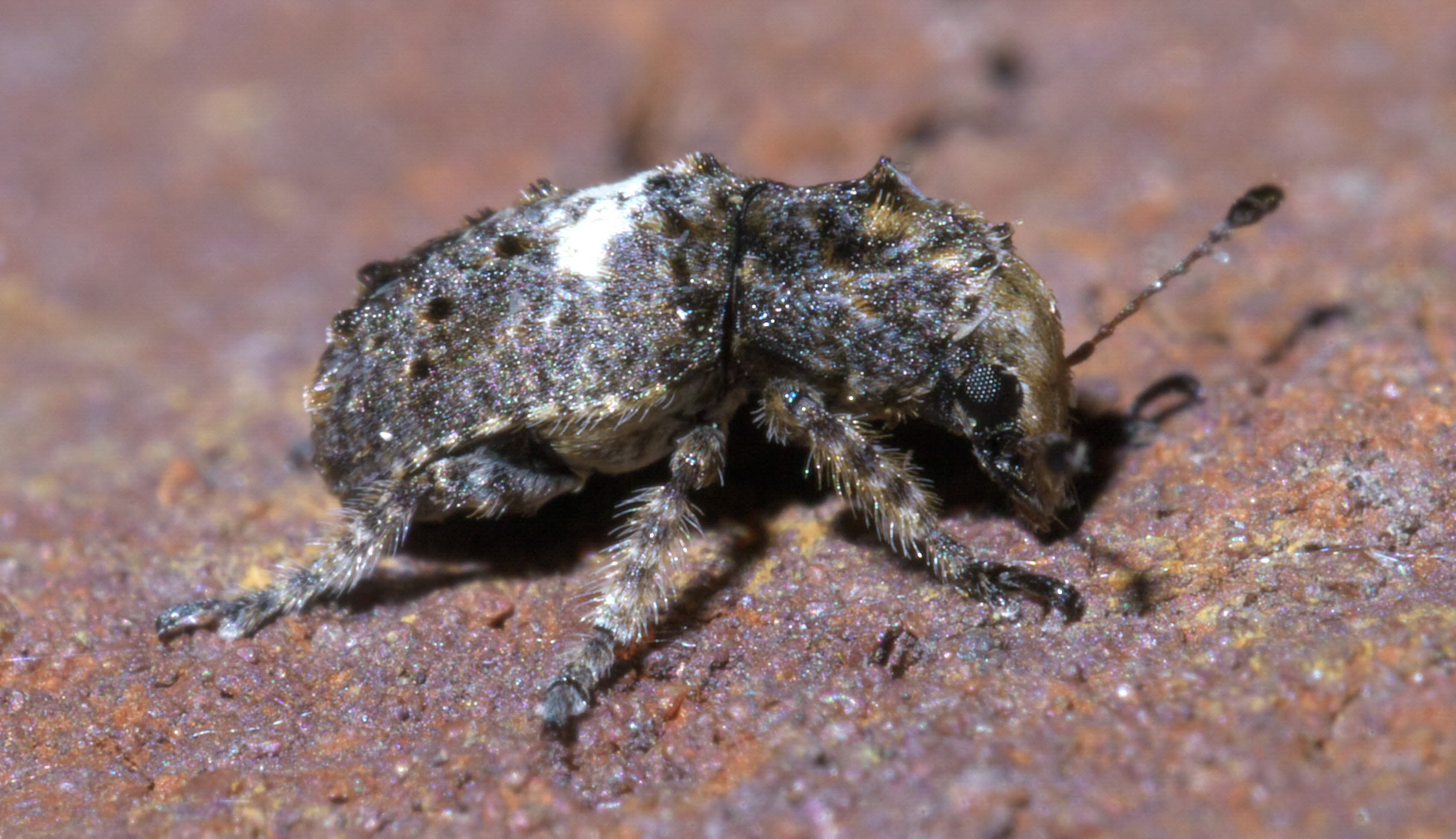
Toxonotus cornutus

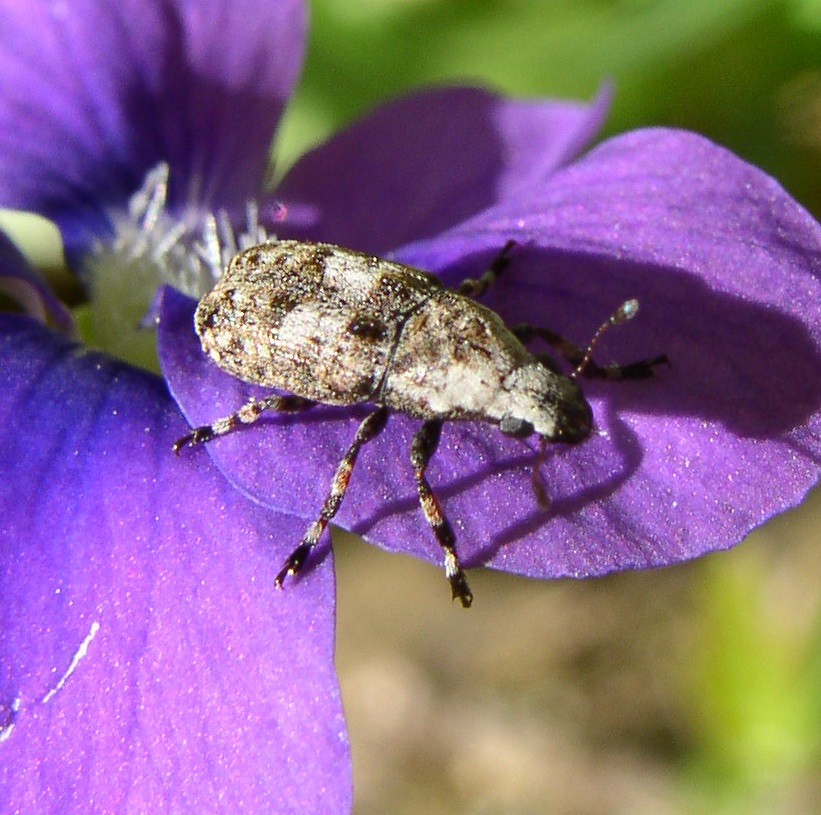
Euparius marmoreus

## Chi
- Acanthopygus Lucas, 1861 n
- Acorynus C.J.Schoenherr, 1833 n
- Allandrus LeConte, 1876 i c g b
- Anthribus Geoffroy, 1762 i c g b n
- Araeoderes Schaeffer, 1906 i c g b
- Brachycorynus Valentine, 1998 i g b
- Cacephatus T.Blackburn, 1900 n
- Chirotenon Labram & Imhoff, 1840 n
- Dendropemon C.J.Schoenherr, 1839 n
- Dinema Fairmaire, 1849 i c g n
- Discotenes Labram & Imhoff, 1839 i c g b
- Disphaerona K.Jordan, 1902 n
- Dissoleucas K.Jordan, 1925 n
- Enedreytes Schönherr, 1839 n
- Eucorynus Schoenherr, 1823 n
- Eugonus Schoenherr, 1833 i c g b
- Eupanteos Jordan, 1923 n
- Euparius Schoenherr, 1823 i c g b n (fungus weevils)
- Eurymycter LeConte, 1876 i c g b
- Eusphyrus LeConte, 1876 i c g b
- Exechesops C.J.Schoenherr, 1847 n
- Exillis Pascoe, 1860 i c g
- Goniocloeus Jordan, 1904 i c g b
- Gonotropis LeConte, 1876 i c g b n
- Gymnognathus Schoenherr, 1826 i c g b
- Helmoreus Holloway, 1982[3]
- Ischnocerus Schoenherr, 1839 i c g b
- Jordanthribus Zimmerman, 1938 n
- Lawsonia Sharp, 1873 n
- Mauia Blackburn, 1885 i c g
- Noxius K.Jordan, 1936 n
- Ormiscus G. R. Waterhouse, 1845 i c g b n
- Ozotomerus Perroud, 1853 n
- Peribathys K.Jordan, 1937 n
- Phaenithon Schönherr, 1826 c g b
- Phaeniton Schoenherr, 1823 i
- Phloeobius Schoenherr, 1823 i c g n
- Phoenicobiella Cockerell, 1906 i c g b
- Phymatus Holloway, 1982 n
- Piesocorynus Dejean, 1834 i g b
- Platyrhinus Clairville, 1798 n
- Platystomos Sharp, 1873 n
- Pleosporius Holloway, 1982 n
- Ptychoderes Schoenherr, 1823 n
- Rhaphitropis E.Reitter, 1916 n
- Sharpius Holloway, 1982 n
- Stenocerus Schoenherr, 1826 i c g b
- Telala Jordan, 1895 n
- Toxonotus Lacordaire, 1866 i c g b n
- Trachitropis b
- Trachytropis Jordan, 1904 i c g
- Trigonorhinus Wollaston, 1861 i c g b n
- Tropideres C.J.Schoenherr, 1823 n
- Xenocerus C.J.Schoenherr, 1833 n
- Xylinada A.A.Berthold, 1827 n
- Xynotropis T.Blackburn, 1900 n

Nguồn dữ liệu: i = ITIS, c = Catalogue of Life, g = GBIF, b = Bugguide.net n = NCBI

## Tông (Bắc Mỹ)
- Anthribini[2]
- Basitropidini
- Cratoparini
- Discotenini
- Gymnognathini
- Ischnocerini
- Piesocorynini
- Platyrhinini
- Platystomini
- Stenocerini
- Trigonorhinini
- Tropiderini
- Zygaenodini